# Бентон, Бернард
Бернард Бентон (англ. Bernard Benton, родился 6 января 1957 в Толидо, Огайо, США) — американский боксёр-профессионал, выступающий в первой тяжёлой (Cruiserweight) весовой категории. Является экс-чемпионом мира по боксу по версии ВБС (WBC). 

## Таблица профессиональных поединков
В таблице перечислены результаты всех поединков боксёров.
В каждой строке указан результат поединка. Дополнительно номер поединка обозначен цветом, который обозначает итог поединка. Расшифровка обозначений и цветов представлена в нижеследующей таблице.
| Пример | Расшифровка                     |
| ------ | ------------------------------- |
|        | Победа                          |
|        | Ничья                           |
|        | Поражение                       |
|        | Планируемый поединок            |
|        | Поединок признан несостоявшимся |
| КО     | Нокаут                          |
| ТКО    | Технический нокаут              |
| PTS    | Решение судей (по очкам)        |
| UD     | Единогласное решение судей      |
| MD     | Решение большинства судей       |
| SD     | Раздельное решение судей        |
| RTD    | Отказ от продолжения боя        |
| DQ     | Дисквалификация                 |
| NC     | Поединок признан несостоявшимся |

| 28 поединков, 21 победа (9 нокаутом), 6 поражений, 1 ничья. | 28 поединков, 21 победа (9 нокаутом), 6 поражений, 1 ничья. | 28 поединков, 21 победа (9 нокаутом), 6 поражений, 1 ничья. | 28 поединков, 21 победа (9 нокаутом), 6 поражений, 1 ничья. | 28 поединков, 21 победа (9 нокаутом), 6 поражений, 1 ничья. | 28 поединков, 21 победа (9 нокаутом), 6 поражений, 1 ничья. | 28 поединков, 21 победа (9 нокаутом), 6 поражений, 1 ничья.                                                             |
| Бой                                                         | Рекорд                                                      | Дата                                                        | Соперник                                                    | Место боя                                                   | Результат                                                   | Данные о бое |
| ----------------------------------------------------------- | ----------------------------------------------------------- | ----------------------------------------------------------- | ----------------------------------------------------------- | ----------------------------------------------------------- | ----------------------------------------------------------- | --- |
| 28                                                          | 21-6-1                                                      | 13 января 1995                                              | Джим Хаффман (10-2)                                         | Regal Hotel, Цинциннати, Огайо, США                         | UD 12                                                       | |
| 27                                                          | 20-6-1                                                      | 15 января 1993                                              | Кен Бентли (9-86-1)                                         | Seagate Convention Center, Толидо, Огайо, США               | PTS 8                                                       | |
| 26                                                          | 19-6-1                                                      | 4 ноября 1992                                               | Брюс Джонсон (8-19-1)                                       | Club Bijou, Толидо, Огайо, США                              | KO 4 (8)                                                    | |
| 25                                                          | 18-6-1                                                      | 9 октября 1990                                              | Алекс Гарсия (17-1)                                         | La Mancha Athletic Club, Финикс, Аризона, США               | TKO 2 (10), 2:42                                            | |
| 24                                                          | 18-5-1                                                      | 28 сентября 1987                                            | Пьер Кетцер (21-1)                                          | Standard Bank Arena, Йоханнесбург, ЮАР                      | KO 1 (10)                                                   | |
| 23                                                          | 18-4-1                                                      | 22 марта 1986                                               | Карлос Де Леон (39-4)                                       | Standard Bank Arena, Йоханнесбург, ЮАР                      | MD 12                                                       | Бой за титул чемпиона мира по версии WBC (1 защита Бентона) в 1-м тяжёлом весе. Счёт судей: 113-115, 114-114, 114-117.  |
| 22                                                          | 18-3-1                                                      | 21 сентября 1985                                            | Альфонсо Ратлифф (20-2)                                     | Riviera, Лас-Вегас, Невада, США                             | UD 12                                                       | Бой за титул чемпиона мира по версии WBC (1 защита Ратлиффа) в 1-м тяжёлом весе. Счёт судей: 115-113, 117-112, 115-113. |
| Бой                                                         | Рекорд                                                      | Дата                                                        | Соперник                                                    | Место боя                                                   | Результат                                                   | Данные о бое |